# Bacia Caloris
Bacia Caloris, também chamada de Caloris Planitia, é uma extensa cratera de impacto na superfície de Mercúrio com aproximadamente 1.550 km (963 mi) de diâmetro, uma das maiores bacias de impacto do Sistema Solar. Caloris vem do latim e significa calor e a bacia foi assim nomeada porque o Sol está diretamente sobre cada segundo de Mercúrio passa em seu periélio. A cratera foi descoberta em 1974 e está cercada por um anel de montanhas de aproximadamente de 2 km de altura.

## Aparência

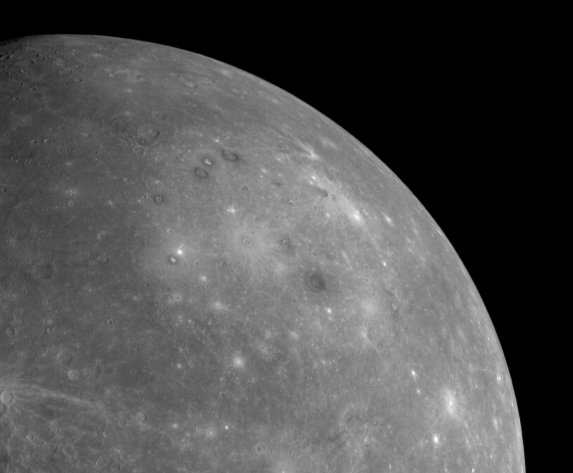
Primeira imagem da sonda MESSENGER do lado não observado de mercúrio a uma distância de aproximadamente 27.000 quilômetros cortadas para destacar Caloris. O anel rochoso é difícil de discernir por causa do Sol diretamente acima que evita as sombras.

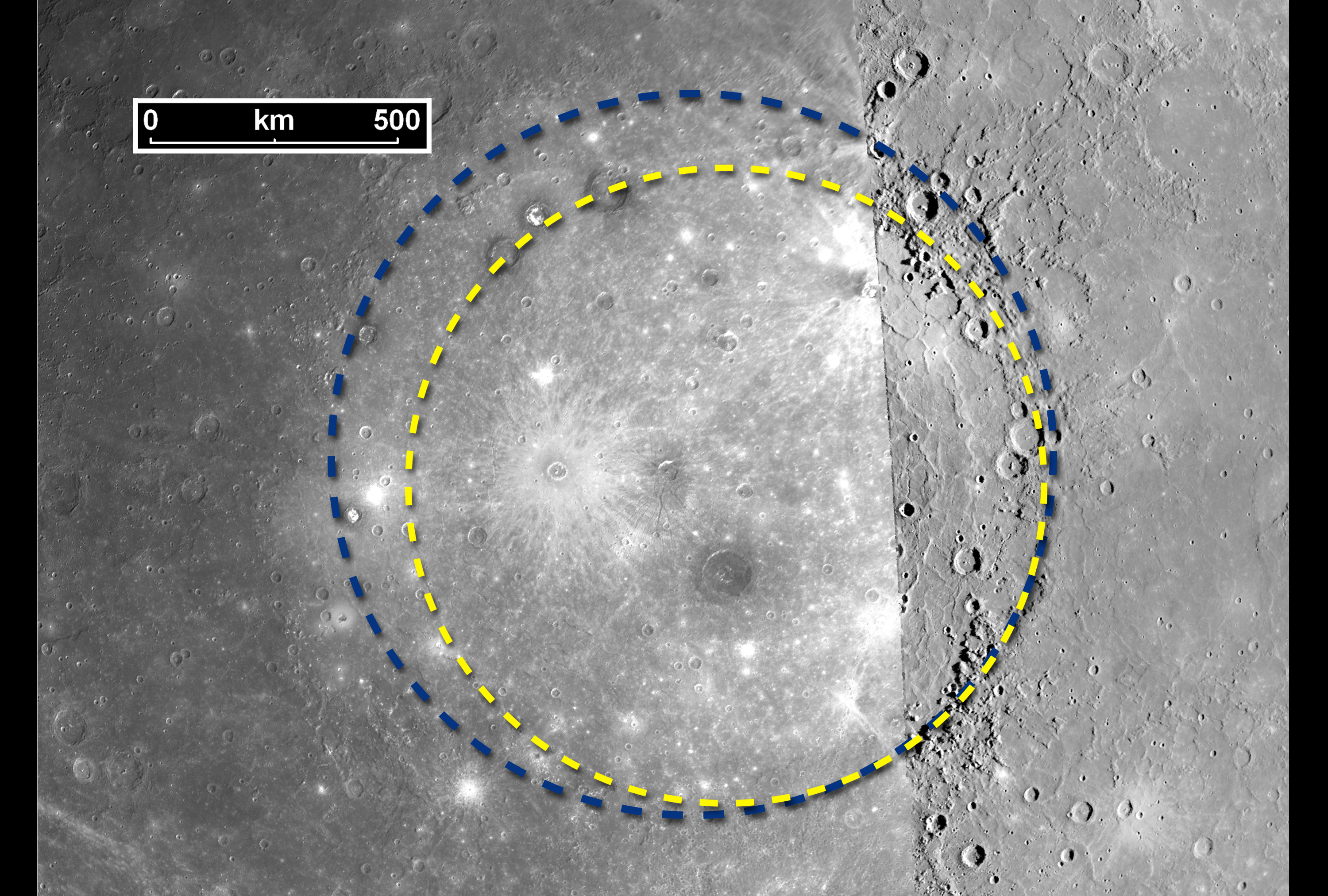
Comparação entre a estimativa do tamanho da bacia (em amarelo) com a estimativa baseada nas novas imagens da sonda MESSENGER (em azul).

A bacia Caloris foi descoberta em imagens tiradas pela sonda Mariner 10 em 1974, e fica situada na linha divisória entre o dia e noite dos hemisférios, no momento em que a sonda passava sobre metade da cratera não pode ser fotografada. Posteriormente, nas primeiras imagens enviadas pela sonda MESSENGER toda a superfície da cratera foi revelada por completo. A cratera foi estimada como tendo inicialmente 1 300 km  de diâmetro, entretanto imagens recentes aumentaram a estimativa para 1 550 km. É cercada por uma cadeia de montanhas de aproximadamente 2 km de altura e no interior das paredes da cratera, o chão e preenchido por planícies de lava, similares aos mares lunares. Fora das paredes, o material ejetado pelo impacto que criou a bacia se estende por 1 000 km e anéis concêntricos cercam a cratera.
No centro da bacia existe uma região contendo numerosas falhas radiais que parecem ser falhas extensionais, com 40 km (25-mi) localizadas perto do centro. A causa exata da formação deste padrão de falhas não é atualmente conhecido e a característica tem o nome de Pantheon Fossae.

## Formação

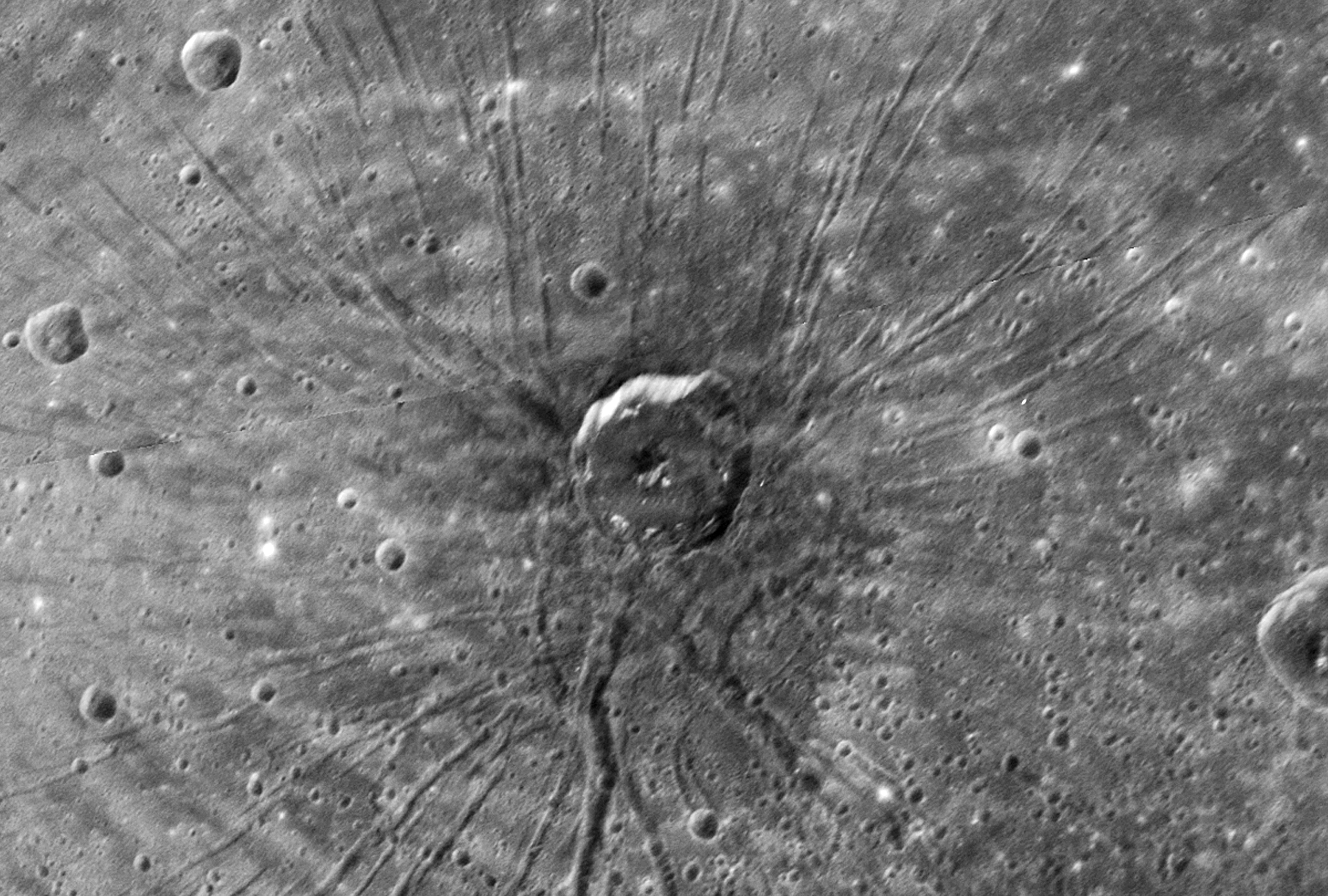
Pantheon Fossae na bacia Caloris

Corpos no sistema solar interior experimentaram um grande bombardeio de grandes corpos rochosos no primeiro bilhão de anos ou do sistema solar. O impacto que criou a bacia Caloris deve ter acontecido depois que a maior parte do bombardeio rochoso terminou, porque poucas crateras de impacto são vistas no interior da bacia quando comparadas com regiões de mesmo tamanho fora da cratera. Acredita-se que impactos similares em bacias na Lua, tais como no Mare Imbrium e Mare Orientale possam ter sido formados na mesma época, indicando possivelmente que houve uma 'chuva' de impactos maiores depois da fase de bombearmento no início do sistema solar. Baseado nas fotos da sonda MESSENGER a idade da bacia Caloris foi estimada entre 3,8 e 3,9 bilhões de anos.

## Terreno antipodal e efeitos globais

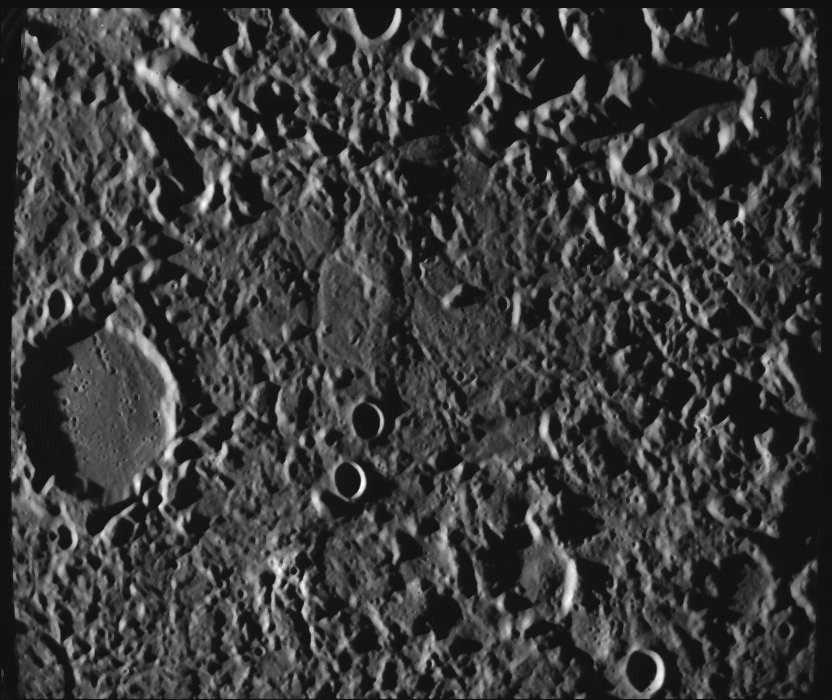
Imagem aproximada do terreno caótico na região antipodal

O impacto da formação da bacia Caloris pode ter tido consequências globais para o planeta. Exatamente no ponto antipodal da bacia existe uma região com montanhas, terrenos sulcados, com poucas crateras de impacto menores conhecidas como Terreno Caótico (ou também 'Terreno Esquisito') que acredita-se ter sido formado pelas ondas sísmicas do impacto que convergiram no ponto oposto do planeta. Acredita-se que este impacto hipotético também iniciou atividades vulcânicas em Mercúrio, resultando na formação das planícies suaves. Em torno da bacia Caloris existe uma série de formações geológicas que acredita-se ter sido formada pelo material ejetado da bacia, que são coletivamente chamados de Grupo Caloris.

## Emissão de gases
Mercúrio tem uma atmosfera muito tênue e transiente, contendo pequenas quantidades de hidrogênio e hélio capturados do vento solar, assim como elementos pesados tais como Sódio e Potássio, que supões terem sido originados do interior do planeta, tendo sido expelidos através da crosta. Na bacia Caloris foi encontrado uma fonte significante de sódio e potássio, indicando que as fraturas criadas pelo impacto facilitaram a emissão dos gases do interior do planeta. O terreno caótico também é uma fonte destes gases.